# Sainte-Eulalie-de-Cernon
Sainte-Eulalie-de-Cernon – miejscowość i gmina we Francji, w regionie Oksytania, w departamencie Aveyron. W 2013 roku jej populacja wynosiła 273 mieszkańców. Gmina położona jest na terenie Parku Regionalnego Grands Causses. 